# (1221) Amor
(1221) Amor ist ein Asteroid, nach dem eine ganze Klasse von Asteroiden (Amor-Typ) benannt wurde, deren Bahn teilweise innerhalb der Marsbahn verläuft.
(1221) Amor wurde im Jahre 1932 entdeckt. Er bewegt sich in einem Abstand von 1,086 AU (Perihel) und 2,754 AU (Aphel) um die Sonne. Seine Bahn ist 11,878° gegen die Ekliptik geneigt, die Bahnexzentrizität beträgt 0,435. Auf seiner Bahn kann er sich der Erde bis auf 15,8 Mio. km nähern und dabei 14,2 mag hell werden.
Der mittlere Durchmesser von (1221) Amor wird auf 0,9 bis 1,9 km geschätzt.